# Lester Young
Lester Willis Young (27 d'agost de 1909 – 15 de març de 1959), de sobrenom "Pres" o "Prez", fou un saxofonista tenor de jazz estatunidenc; en algunes ocasions, també clarinetista. Començà a destacar com a membre de l'orquestra de Count Basie on va tenir com a company d'instrument a Herschel Evans fins a la mort prematura d'Evans, i arribà a ser uns dels saxofonistes més influents. Es caracteritzava per un so fresc i l'ús d'harmonies sofisticades, utilitzant "un estil free-floating, volant com una gavina"
Famós pel seu estil introvertit, va inventar o va popularitzar gran part de l'argot hipster que va arribar a anar associat amb aquest tipus de música.

## Biografia
Lester Young va néixer a Woodville (Mississipi), i va créixer en el si d'una família de músics. El seu pare, Willis Handy Young, era un respectat mestre, el seu germà Lee Young era un bateria, i diversos altres familiars eren músics professionals. La seva família es va traslladar a Nova Orleans, Louisiana, quan Lester era encara un nen i més tard, anaren a viure a Minneapolis, Minnesota. Encara que a una de petit no sabia qui era el seu pare, més tard va descobrir que el seu pare era un músic i qual el va ensenyar a tocar la trompeta, el violí i la bateria, a més del saxofon.
Lester Young va tocar en la banda de la seva família, coneguda com a Young Family Band, que tocaven en els circuits de vodevil i de carnavals. El 1927, als 18 anys, va deixar la banda de la família perquè es va negar a viatjar al sud dels Estats Units, on les lleis Jim Crow estaven en vigor i la segregació racial regia als establiments públics.

## Discografia

### Com a líder
- Just You, Just Me (1953)

### Membre de l'orquestra de Count Basie
- The Complete Decca Recordings (1937–39) Decca Records
- America's No. 1 Band: The Columbia Years (1936–1940) Columbia Records
- Super Chief (1936–1940) Columbia Records

### Solista
- The Kansas City Sessions (1938 i 1944) Commodore Records
- The Master's Touch (1944) – Savoy Records
- The Complete Aladdin Recordings (1942–7) – la sessió de 1942 de Nat King Cole i música del període de la postguerra
- Lester Young Trio (1946) – amb Cole un altre cop, i Buddy Rich Verve Records
- The Complete Savoy Recordings (1944–50)
- Lester Young Trio (1946) – Verve Records
- One Night Stand - The Town Hall Concert 1947 – enregistraments en viu
- Lester Young with the Oscar Peterson Trio (1952) Verve Records
- Live at Birdland- Lester Young (1953)
- Pres and Teddy (1956) Verve Records
- The Jazz Giants '56 (1956) – Verve Records
- The Complete Lester Young Studio Sessions on Verve – 8-CD (inclou les dues úniques entrevistes a Lester Young)
- Lester Young in Washington, D.C., 1956 (5 volums), amb el Bill Potts Trio
- Count Basie – Count Basie at Newport (1957)
- Going for Myself (1957–1958, pòstumament) amb Harry Edison

### Amb Oscar Peterson
- Lester Young with the Oscar Peterson Trio (1952, Verve)